# Ernst Horsetzky von Hornthal

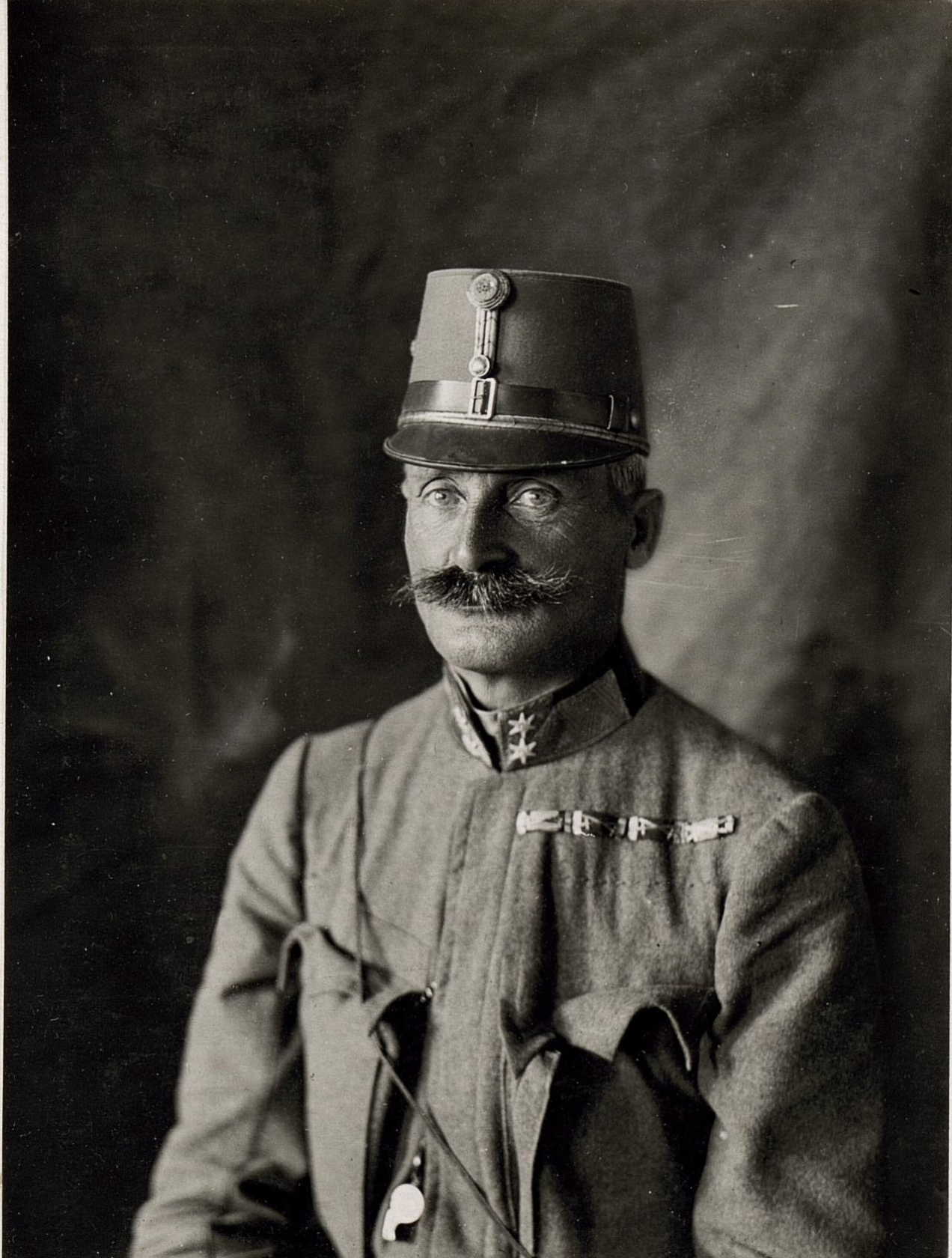
Ernst Horsetzky Edler von Hornthal

Ernst Horsetzky Edler von Hornthal (* 14. Mai 1865 Wien; † 28. Mai 1943 ebenda) war ein österreichisch-ungarischer Truppenführer im Ersten Weltkrieg, der zuletzt zum General der Infanterie aufstieg.

## Militärkarriere
Er besuchte die Unter-Realschule in St. Pölten und die Ober-Realschule in Mährisch-Weißkirchen. 1882 bis 1884 absolvierte er die Theresianische Militärakademie in Wiener Neustadt. 1885 trat er als Leutnant in das Feldjäger-Bataillon Nr. 21 ein, wurde 1889 Oberleutnant und besuchte 1889 die Kriegsschule. Im folgenden Jahr 1890 wurde er als Adjutant dem Generalstab der 25. Infanterietruppen-Division in Wien, darauf der 59. Infanterie-Brigade in Czernowitz als Generalstabsoffizier überwiesen. 1893 wurde er als Hauptmann im Generalstabskorps übernommen und lehrte von 1894 bis 1897 allgemeine Kriegsgeschichte an der Militärakademie. Danach wurde er dem aktiven Truppendienst im Infanterie-Regiment Nr. 38 zugeteilt. 1899 zum Major befördert fungierte er als Stabsoffizier beim XIII. Korps. 1900 bis 1905 organisierte er im Generalstab das Büro für instruktive Militärübungen. Im Jahr 1903 zum Oberstleutnant befördert, wurde er 1905 zum Dienst im Infanterie-Regiment Nr. 94 abkommandiert und übernahm 1907 das I.Bataillon dieses Regimentes. Am 1. Mai 1906 zum Oberst befördert, nahm er an einer Generalstabsreise im Ausland teil und war dabei Leiter der 3. Übungsgruppe. Am 8. Juli 1907 wurde er zum Generalstabschef des XII. Korps bestellt. Horsetzky wurde am 3. Dezember 1911 zum Generalmajor befördert und übernahm die Führung der 59. Infanterie-Brigade.

### Erster Weltkrieg
Zu Kriegsbeginn im August 1914 stand die 59. Infanterie-Brigade (Regimenter 24 und 41) der 43. Schützen-Division (FML Albert Schmidt von Georgenegg) bei Halicz und zog sich am südlichen Dnjestrufer vor dem russischen XXIV. Korps auf Mikolajow zurück. Nach dem Eingreifen der k.u.k. 2. Armee verteidigte Horsetzkys Brigade am 6. September am Szezerek im Raum östlich von Sambor. 
Im Oktober 1914 wurde Horsetzky Kommandeur der k.u.k. 3. Infanterietruppen-Division, mit welcher er sich beim XIV. Korps unter Feldmarschall-Leutnant Roth in der Schlacht bei Limanowa–Lapanow auszeichnete, am 25. Dezember 1914 wurde er zum Feldmarschallleutnant befördert. Nach der glückenden Schlacht von Gorlice-Tarnow am 2. Mai 1915 lief seine Division anfangs beim Vorstoß über den Dunajec frühzeitig fest. Während des Feldzuges der k.u.k. 2. Armee in Richtung auf Rowno riss ein russischer Vorstoß am 13. September 1915 die schwachen Linien der 3. und 24. Division beiderseits Klewan auf. Der Vorstoß der russischen 8. Armee gewann so rasch an Raum, dass das AOK 2 (Böhm-Ermolli) genötigt war, die 21. Schützendivision und die bereits abberufene 2. Infanteriedivision sofort an den Brennpunkt zu werfen, um den allgemeinen Durchbruch der Front zu meistern.
Nach der Verlegung der 3. Division zur k.u.k. 3. Armee an die Italienfront, führten Horsetzkys Truppen während der Südtiroloffensive im Mai und Juni 1916 die Speerspitze des Angriffs des XX. Korps (Erzherzog Karl) auf Asiago-Arsiero, für ihren Einsatz im gebirgigen Terrain wurde die 3. Division mit dem Zusatz „Edelweisdivision“ ausgezeichnet. Ab November 1917 wurde Horsetzky Kommandierender General des XXVI. Korps der k.u.k. 11. Armee (Scheuchensteul) und stieß mit der Korpsgruppe „Belluno“ (Alfred Krauß) durch das nördliche Venetien auf den Grappa Abschnitt vor. Am 16. Mai 1918 erhielt Horsetzky seine Beförderung zum General der Infanterie. Während der Piaveoffensive im Juni 1918 griff er den Monte Asolone an. Am 27. Oktober 1918 begann er auf Befehl des Feldzeugmeisters Goglia zusammen mit dem I. Korps (Kosak) eine vergebliche Gegenoffensive, um die während der Schlacht von Vittorio Veneto angegriffene Heeresgruppe „Boroevic“ am Piave zu entlasten.
Nach dem verlorenen Krieg wurde Horsetzky am 1. Januar 1919 in den Ruhestand versetzt und zog sich nach Wien zurück. 
Nach dem Krieg schrieb er seine Kriegserinnerungen.
- Die Vier Letzten Kriegswochen. 24. Oktober bis 21. November 1918 (1920)
- Der Kampf um den Monte Asolone. Ende Oktober 1918 (1927)

Seine beiden älteren Brüder Adolf von Horsetzky (1847–1929) und Karl von Horsetzky (1844–1906) stiegen in der k.u.k. Armee zu höchsten Generalrängen (Feldzeugmeister) auf, seine Schwester Melanie Horsetzky von Hornthal (1852–1931) war eine bekannte österreichische Bildhauerin und Kunstgewerblerin.